# 李家乡 (清流县)
李家乡，是中华人民共和国福建省三明市清流县下辖的一个乡镇级行政单位。

## 歷史
1959年，属灵地公社古坑管理区。
1961年，称古坑公社。
1970年，公社驻地由古坑迁往李村，更名李家公社。

## 行政区划
李家乡下辖以下地区：
李村、河背村、鲜水村、长灌村、早禾排村、吴家村、古坑村和罗坑村。